# Adrian Willaert
Adrian Willaert (ur. ok. 1490 w Rumbeke k. Roeselare, zm. 7 grudnia 1562 w Wenecji) – kompozytor flamandzki epoki renesansu; pierwszy przedstawiciel szkoły weneckiej. Należy do III generacji kompozytorów franko-flamandzkich, generacji Nicolasa Gomberta (1500–1556) i Jacoba Clemensa non Papy (1510–1555). Przez większość życia związany z Włochami.
Urodził się najprawdopodobniej w Rumbeke, które od 1977 jest częścią Roeselare. Świadczy o tym wzmianka we współczesnym mu Flandricarum rerum, że urodził się w okolicach Roeselare; cała jego rodzina mieszkała w Rumbeke; Alvise Willaert, który mieszkał z nim przez pewien czas w Wenecji, po jego śmierci zamieszkał w Roeselare; zarówno Brugia, jak i Roeselare nie pojawiają się jako miejsce zamieszkania kogoś z rodziny Willaertów. W źródłach pojawia się również jako jego przypuszczalne miejsce urodzenia Brugia.
Uczył się w Paryżu u Jeana Moutona i Josquina des Prés, został członkiem kapeli paryskiej na dworze francuskim.
W 1515 roku wstąpił na służbę do kardynała Hippolita d’Este (brata księcia Ferrary – Alfonsa I d’Este; u księcia Alfonsa I również przez krótki czas na służbie). Dwór w Ferrarze gościł w tym okresie najsławniejszych muzyków Europy. Razem z kardynałem podróżował Willaert między innymi po Węgrzech.
W 1527 roku został maestro di cappella w Wenecji w bazylice św. Marka.
Nazywany „nowym Pitagorasem” przez Gioseffo Zarlino (1517–1590, znany też jako Zarlinus Clodiensis, teoretyk muzyki i kompozytor włoski, również maestro di cappella w bazylice św. Marka w Wenecji, tyle że w latach 1565–1590, uczeń A. Willaerta od 1541 roku). Większość znanych dzisiaj informacji o Willaercie pochodzi właśnie od G. Zarlino.
Do uczniów Willaerta należeli również: Cypriano de Rore, Andrea Gabrieli i Nicola Vicentino.
A. Willaert jest uważany za pierwszego kompozytora weneckiego, który używał techniki cori spezzati (wielochórowej)

## Cechy charakterystyczne twórczości
- technika cori spezzati, czyli t. wielochórowa (słabo słyszalna u A. Willaerta (chóry występują naprzemiennie), ale jest używana)
- technika koncertująca (w innym znaczeniu niż dziś powszechnie używana), czyli: stosowanie kontrastów fakturalnych, rytmicznych, melodycznych i innych w ramach jednej kompozycji)
- style: francuski, włoski, niderlandzki

## Twórczość
- 170 motetów – do tekstów religijnych (antyfon, hymnów, ewangelii) i świeckich (Dulces egzurie – lament Dydony z Eneidy Wergilego; motet O soci neque enim z tekstem Wergilego; Inclite sforziadum – tekst okazjonalny, poświęcony rodzinie Sforziadów), wczesne motety komponował w kontrapunkcie niderlandzkim (bardziej skomplikowanym)
- 9 mszy – większość typu parodia
- muzyczne opracowanie psalmów – zbiór Psalmi Spezzati (współautor: Jachet z Mantui), 1550 rok, w technice polichóralnej (cori spezzati), w technice nota contra notam, w kontrapunkcie niderlandzkim
- hymny
- magnifikaty
- madrygały
- villanelle
- chanson
- ricercary

oraz zbiory:
- Musica Nova – zbiór utworów religijnych (33 motety) i świeckich (25 madrygałów)[3] , w tech. cori spezzati. Takie połączenie jest nie spotykane w całym XVI wieku.
- Psalmi Spezzati – opracowania psalmów (strofy psalmów wykonywane naprzemiennie przez chóry, czyli tech. cori spezzati; materiał nachodzi na siebie)